# 扎杜比納
49°38′23″N 24°26′9″E / 49.63972°N 24.43583°E
扎杜比納（烏克蘭語：Задубина），是烏克蘭西部的村莊，隸屬利維夫州的利維夫區。該村始建於1437年，面積1.26平方公里，海拔高度325米，2001年人口68，人口密度每平方公里53.97人。